# Friedrich Giesebrecht (Theologe, 1792)
Friedrich Gustav Theodor Giesebrecht (* 5. Juli 1792 in Mirow; † 3. Mai 1875 ebenda) war ein deutscher evangelischer Theologe.

## Leben
Friedrich Giesebrecht und sein Zwillingsbruder Ludwig waren die jüngsten Söhne des Mirower Pastors Benjamin Giesebrecht (1741–1826) und dessen Frau Elisabeth, Tochter des Mirower Pastors Johann Ludwig Leithäuser. Wie Ludwig studierte auch er nach dem Besuch des Grauen Klosters ab 1812 in Berlin Theologie und nahm dann von 1813 bis 1815 an den Befreiungskriegen teil.
Nach dem ersten Pariser Frieden kehrte er nach Berlin zurück und setzte sein Studium bei Schleiermacher und Neander fort.
Im Frühjahr 1816 wurde er Adjunkt seines Vaters in Mirow, ab etwa 1820, spätestens mit dem Tod des Vaters 1826, übernahm er das Pfarramt selbständig. Seine 1817 geschlossene Ehe mit der Pastorentochter Sophia Friederika Luisa (Dorothea), geb. Loholm († 1832), blieb kinderlos.

## Werke
Giesebrecht schrieb kleinere wissenschaftliche Abhandlungen für die Deutsche Zeitschrift für christliche Wissenschaft und kirchliches Leben sowie für die Damaris.
Außerdem schrieb er zwei eigenständige Ausgaben neuer geistlicher Lieder:
- Versuch geistlicher Lieder im Bibel- und Volkston. Neubrandenburg 1821.
- Geistliche Lieder wider die Kirchenstürmer. Neustrelitz 1847.